# (6889) 1971 RA
(6889) 1971 RA là một tiểu hành tinh vành đai chính. Nó được phát hiện bởi Carlos Torres và J. Petit ở Đài thiên văn Cerro El Roble vận hành bởi Đại học Chile ngày 15 tháng 9 năm 1971.